# Lenta
Lenta je italská obec v provincii Vercelli v oblasti Piemont.
K 31. prosinci 2011 zde žilo 905 obyvatel.

## Sousední obce
Carpignano Sesia (NO), Gattinara, Ghemme (NO), Ghislarengo, Rovasenda